# Битка код Донголе (1276)
Битка код Донголе (1276) вођена је између Мамелучког султаната под султаном Бајбарсом и православне Краљевине Макурије. Мамелуци су извојевали одлучујућу победу, заузевши престоницу Макурије Донголу, и приморали краља Давида од Макурије да побегне и поставили марионету на макуријски престо. Након ове битке, Краљевство Макурија је ушло у период опадања све до свог слома у 15. веку.

## Позадина
Бакт је био споразум који је закључен између муслиманских владара Египта и хришћанских владара Макурије којим је био гарантован мир између две супротстављене стране, више од 600 година и на много начина најдуготрајнији уговор у историји. Уговор је био од велике користи Макуријанцима, који су стекли пријатељске односе са моћним суседом, са главним недостатком што су морали да шаљу 360 робова годишње у Египат, али је касније договорено тако да се исплата вршена само на сваке 3 године.  Међутим, споразум никада није у потпуности зауставио сукоб и често су се дешавали упади малих размера између обе стране.
Тачни разлози за избијање рата између макуријског краља Давида и египатског султана Бајбарса нису познати, али је највероватније то била обична Давидова неспремност да плати Бакт новонасталој држави Мамелука, пошто су Мамелуци дошли на власт тек 1250. на шта Давид наизглед није гледао благонаклоно. Такође постоје докази да су се упади између две стране дешавале неколико година пре владавине и Бајбарса и Давида. Овом већ затегнутом односу вероватно није помогао долазак Шекенде, макурског принца који је полагао право на Давидов престо, на мамелучки двор. Ови фактори ће довели две државе до рата пуних размера, који је почео 1272. године када су Макуријанци опљачкали египатски град Ајдаб. Након тога је уследио  напад Макура на Асуан 1275. године.

## Битка
Године 1276. султан Бајбарс је покренуо поход на Нубију и борио се са Давидом од Макурије у низу битака које су кулминирале поразом Макуријаца код њихове престонице Донголе. Познато је врло мало детаља о овом догађају, али је то био тежак пораз за војску Макура. Давид је био приморан да побегне и Донгола је пала. Бајбарс је поставио Шекенду на престо где  ће он надаље  владати као мамелучки вазал. Битка је означила почетак краја за Макурију, јер ће се држава полако смањивати на још мању територији у наредном веку, суочена са повећаном агресијом својих муслиманских суседа, да би на крају потпуно нестала у 15. веку.